# Mięsień przeciwstawiacz kciuka

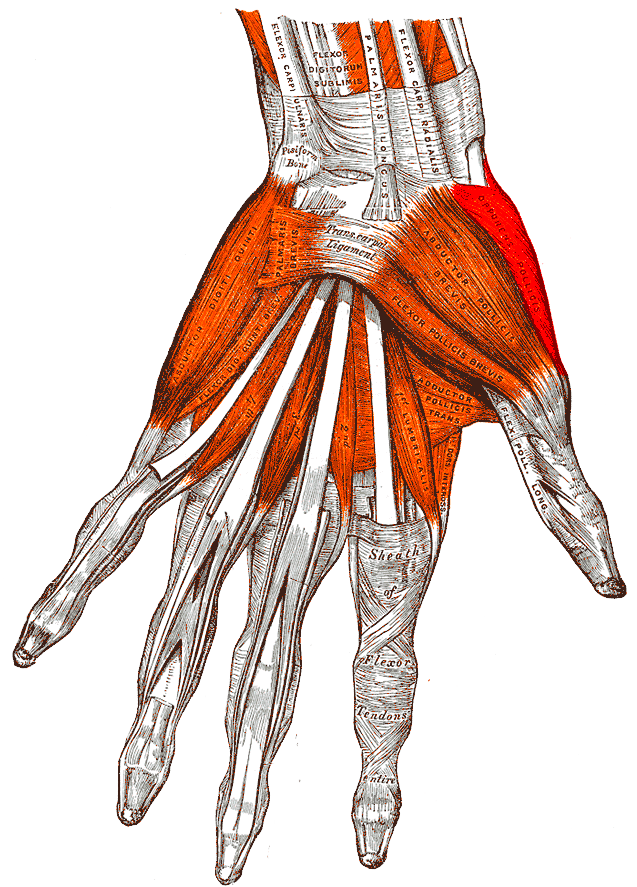
Mięsień przeciwstawiacz kciuka oznaczony na czerwono.

Mięsień przeciwstawiacz kciuka (łac. musculus opponens pollicis) – w anatomii człowieka mały, płaski, trójkątny mięsień kłębu, położony bocznie i częściowo przykryty przez mięsień zginacz krótki kciuka. W części proksymalnej rozpoczyna się przyczepem na troczku zginaczy oraz guzku kości czworobocznej większej. Przyczep dystalny zlokalizowany jest na brzegu promieniowym i powierzchni dłoniowej I kości śródręcza.
Unaczyniony jest przez gałąź dłoniową powierzchowną od tętnicy promieniowej i tętnicę dłoniową I kości śródręcza od łuku dłoniowego głębokiego, a unerwiony przez nerw pośrodkowy.
Mięsień ten przeciwstawia i przywodzi kciuk.